# 지방도 제1077호선
지방도 1077호선은 경상남도 양산시 동면 영천사거리와 밀양시 상동면 신곡삼거리를 이어주는 경상남도의 지방도이다.
양산시 동면과 산북면을 이어주고, 밀양시 산내면과 단장면을 이어준다. 산내면과 단장면 사이에는 국도 제25호선보다 도로의 사정이 좋지 못하다. 특히 얼음골~구천고개 구간과 국서마을~국전저수지 구간은 비포장도로로 구성되어 있는 것이 특징이다. 밀양시 구간은 왕복 2차선으로 구성되어있고 양산시 구간은 왕복 6차선이다.

## 연혁
- 2002년 12월 16일 : 양산시 중앙동 ~ 동면 사송여락리 9.117 km 구간 개통[1]
- 2003년 2월 20일 : 노선 폐지 및 재지정으로 '동면 ~ 산내선'에서 '동면 ~ 상동선'이 됨[2][3]
- 2004년 6월 30일 : 밀양시 상동면 고정리 ~ 매화리 3.67 km 구간 개통[4]
- 2009년 10월 15일 : 지방도 노선 조정[5]
- 2010년 4월 15일 : 밀양시 단장면 구천리 ~ 산내면 남명리 (도래재) 구간 9.214 km 개통[6]
- 2012년 8월 23일 : 밀양시 단장면 태룡리 ~ 국전리 구간 4.78 km 개통[7]

## 주요 경유지
- 양산시
  - 동면 영천사거리 - 여락리 - 남락고개 - 사송육교 - 동면초등학교(폐교) - 사송교 - 내송교 - 내송삼거리
  - 중앙동 다방동 - 다방교앞 사거리 - 다방삼거리 - 양산시청 - 남부사거리 - 남부동 - 양산남부시장 - 중앙사거리 - 구 양산시외버스터미널 - 양주지하차도 - 양산종합운동장 - 영대교앞 교차로 - 영대교
  - 강서동 영대교 - 영대교 서단 - (구름다리) - 유산동 - 50번 교차로 - 양산일반산업단지 - 어곡삼거리 - 두연교 - 경남외국어고등학교입구 - 어곡동 - 신불1교 - (미개통 구간 : 어곡동 - 늘밭고개)
  - 원동면 (미개통 구간 : 늘밭고개) - 내포리 - 사지목교 - 원동자연휴양림 - 선장교 남단 - 선장교 - 어영교 동단 - 영포리 - 어영2교 - (어영마을) - (미개통 구간)
- 밀양시
  - 단장면 (미개통 구간) - 국전리 - 국전저수지 - 무릉리 - 태룡교 - 태룡리 - 태룡초등학교 - 국전리입구 교차로 - 단장면사무소 - 사연리 - 범도리 - 아불교 - 제2아불교 - 아불삼거리 - 산동초등학교 - 삼거교 - 도래재
  - 산내면 도래재 - 남명리 - 추곡교 - 얼음골 교차로 - 원서교 - 원서 교차로 - 가인교 - 가인 교차로 - 송백교 - 송백리 - 산내초등학교 - 봉의교 - 봉의리 - (미개통 구간 : 봉의리 - 오치고개)
  - 상동면 (미개통 구간 : 오치고개 - 신곡리) - 신곡리 - 매화리 - 고정리 - 신곡삼거리

## 중복 구간
- 양산시 강서동 어곡동 ~ 신불2교 남단 : 지방도 제1051호선과 중복
- 양산시 원동면 선장교 남단 ~ 어영교 동단 : 국가지원지방도 제69호선과 중복
- 밀양시 산내면 얼음골 교차로 ~ 가인 교차로 : 국도 제24호선과 중복

## 도로명
- 양산시 동면 영천사거리 ~ 사송육교 : 여락송정로
- 양산시 동면 사송육교 ~ 중앙동 다방교앞사거리 : 노포사송로
- 양산시 중앙동 다방교앞사거리 ~ 중앙사거리 : 중앙로
- 양산시 중앙동 중앙사거리 ~ 강서동 영대교 서단 : 삼일로
- 양산시 강서동 영대교 서단 ~ 50번 교차로 : 충렬로
- 양산시 강서동 50번 교차로 ~ 신불2교 남단 : 어실로
- 양산시 강서동 신불2교 남단 ~ 원동면 선장교 남단 : 늘밭로
- 양산시 원동면 선장교 남단 ~ 어영교 동단 : 원동로
- 양산시 원동면 어영교 동단 ~ (어영마을) : 어영길
- 밀양시 단장면 국전리 ~ 국전리입구 교차로 : 국전로
- 밀양시 단장면 국전리입구 교차로 ~ 삼거교 동단 : 표충로
- 밀양시 단장면 삼거교 동단 ~ 산내면 얼음골 교차로 : 도래재로
- 밀양시 산내면 얼음골 교차로 ~ 가인 교차로 : 밀양대로
- 밀양시 산내면 가인 교차로 ~ 산내초등학교 : 산내로
- 밀양시 산내면 산내초등학교 ~ 봉의리 : 봉의로
- 밀양시 상동면 신곡리 ~ 신곡삼거리 : 상동로